# Yakobi
Yakobi è una circoscrizione rurale (rural ward) della Tanzania situata nel distretto urbano di Njombe, regione di Njombe. Conta una popolazione di 5 660 abitanti (censimento 2012).